# Rhododendron luteiflorum
Rhododendron luteiflorum är en ljungväxtart som beskrevs av H.H. Davidian. Rhododendron luteiflorum ingår i släktet rododendron, och familjen ljungväxter. Inga underarter finns listade i Catalogue of Life.